# Distrikt Pitumarca
Der Distrikt Pitumarca liegt in der Provinz Canchis der Region Cusco in Südzentral-Peru. Der Distrikt wurde am 11. November 1907 gegründet. Er besitzt eine Fläche von 1091 km². Beim Zensus 2017 lebten 8091 Einwohner im Distrikt. Im Jahr 1993 lag die Einwohnerzahl bei 6807, im Jahr 2007 bei 7068. Die Distriktverwaltung befindet sich in der 3570 m hoch gelegenen Kleinstadt Pitumarca mit 4165 Einwohnern (Stand 2017). Pitumarca liegt knapp 40 km nordnordwestlich der Provinzhauptstadt Sicuani. 2 km nordöstlich von Pitumarca befindet sich der archäologische Fundplatz Machupitumarca.

## Geographische Lage
Der Distrikt Pitumarca befindet sich im Andenhochland im äußersten Norden der Provinz Canchis. Der Hauptkamm der Cordillera Vilcanota mit dem 6384 m hohen Ausangate begrenzen den Distrikt im Norden. Südwestlich von diesem befindet sich der bekannte Aussichtspunkt Winicunca. Der Río Pitumarca, ein rechter Nebenfluss des Río Vilcanota (Oberlauf des Río Urubamba), entwässert den westlichen und zentralen Teil des Distrikts nach Westen. Der östliche Teil des Distrikts mit dem See Laguna Sibinacocha liegt im Einzugsgebiet des Río Salcca.
Der Distrikt Pitumarca grenzt im Norden an die Distrikte Cusipata, Ocongate und Marcapata (alle drei in der Provinz Quispicanchi), im äußersten Osten an den Distrikt Corani (Provinz Carabaya) sowie im Süden und im äußersten Westen an den Distrikt Checacupe.

## Ortschaften
Im Distrikt gibt es neben dem Hauptort folgende größere Ortschaften:
- Chillca
- Huito (250 Einwohner)
- Karhui Uchullucllo (234 Einwohner)
- Phinaya (339 Einwohner)